# Megachile pruinosa
Megachile pruinosa là một loài Hymenoptera trong họ Megachilidae. Loài này được Pérez mô tả khoa học năm 1897.